# Лутков, Олег Анатольевич
Оле́г Анато́льевич Лутко́в (укр. Олег Анатолійович Лутков; род. 15 мая 1966, Запорожье) — советский и украинский футболист, вратарь, ныне тренер. Тренер немецкой команды «Интер Монхайм».

## Биография

### Ранние годы
Окончил футбольную школу «Металлург» в городе Запорожье. В этом же году стал серебряным призёром чемпионата СССР по футболу среди игроков 1965—1966 годов рождения в городе Москве. Был кандидатом в юниорскую сборную СССР. После окончания школы поступил в Харьковский институт физической культуры и спорта.

### Карьера игрока
В 18-летнем возрасте переехал в Узбекистан. Выступал за команду «Хисар» (Шахрисабз). Через три месяца получил приглашение от клуба Высшей лиги «Пахтакор» (Ташкент). В 1985 году начал выступать за команду «Звезда» (Джизак). Через два года ненадолго вернулся в Запорожье, где полгода выступал за местное «Торпедо». Затем снова перебрался в Узбекистан в команду «Заравшан» (Навои). В 1991—1992 годах выступал за «Звезду» (Иркутск).
С 1993 года выступал в украинских клубах «Торпедо» (Мелитополь), «Металлург» (Запорожье), «Виктор» (Запорожье), «Кривбасс» (Кривой Рог). Игровую карьеру закончил в 1999 году в запорожском «Металлурге».

### Тренерская работа
Тренерскую деятельность начал с 1999 года тренером вратарей в «Металлурге». В качестве главного тренера руководил командами «Металлург-2» (Запорожье), «Металлург» (Запорожье), «Крымтеплица» (Молодёжное), «ИгроСервис» (Симферополь), «Арсенал» (Белая Церковь), «Титан» (Армянск).
С «Крымтеплицей» завоевал бронзовую и золотую медали чемпионата Украины среди команд второй лиги и вывел команду в первую лигу. Под его руководством «Крымтеплица» провела 23 игры без поражений. В 2002 году руководил запорожским «Металлургом» в матчах первого раунда Кубка УЕФА против английского «Лидс Юнайтед» (0:1, 1:1).
В июле 2015 возглавил «Верес» (Ровно), который покинул 11 ноября того же года в связи с семейными обстоятельствами.
С августа 2023 года тренер немецкой команды «Интер Монхайм».

## Семья
Отец — Анатолий Васильевич Лутков, мастер спорта по велоспорту. Мать — Людмила Павловна Луткова, кандидат в мастера спорта по велоспорту.